# Fais vite, monseigneur revient !
Pour plus de détails, voir Fiche technique et Distribution.
Fais vite, monseigneur revient ! (Quel gran pezzo dell'Ubalda tutta nuda e tutta calda) est une comédie érotique italienne réalisée par Mariano Laurenti et sortie en 1972.
Le film a remporté un succès commercial et a lancé le genre de la comédie érotique italienne,. Walter Veltroni a défini le film comme un « titre-culte qui est un morceau de l'histoire de l'italie ».
Le couple d'acteurs principaux Edwige Fenech-Pippo Franco a été réuni pour une autre comédie érotique, Mademoiselle cuisses longues, sortie l'année suivante.

## Synopsis
De retour de guerre, Olimpio De Pannocchieschi retourne à la maison où sa femme Fiamma l'attend, mais elle a fait un vœu : elle ne se donnera pas à son mari avant que 15 jours se soient écoulés depuis son retour. Entre-temps, Olympius doit se réconcilier avec son voisin, le belliqueux meunier Mastro Oderisi qui s'est remarié avec la belle Ubalda pour laquelle Olympius perd la tête en se lançant dans une série d'entreprises afin de la séduire.

## Fiche technique
Sauf indication contraire, les informations mentionnées dans cette section peuvent être confirmées par la base de données cinématographiques IMDb,  présente dans la section « Liens externes ».
- Titre original : Quel gran pezzo dell'Ubalda tutta nuda e tutta calda (litt. « Ce sacré morceau d'Ubalda, toute nue et toute chaude »)
- Titre français : Fais vite, monseigneur revient ![6],[7]
- Réalisateur : Mariano Laurenti
- Scénario : Carlo Veo, Tito Carpi
- Production : Luciano Martino
- Décors : Antonio Visone
- Musique : Bruno Nicolai
- Pays de production :  Italie
- Langue de tournage : italien
- Durée : 91 minutes
- Genre : comédie
- Date de sortie :
  - Italie : 12 octobre 1972
  - France : 6 mars 1979[7]

## Distribution
- Edwige Fenech : Ubalda
- Pippo Franco : Olimpio de Pannocchieschi
- Karin Schubert : Fiamma
- Umberto d'Orsi : maître Oderisi
- Pino Ferrara : l'irascible frère
- Gino Pagnani : maître Deodato
- Alberto Sorrentino : Adone Bellezza, le notaire
- Renato Malavasi : le médecin
- Dante Cleri : Cantarano Da Nola
- Gabriella Giorgelli : la fille dans la grange